# Parque Nacional Nimule
O Parque Nacional Nimule encontra-se no Sudão do Sul. Foi fundado em 1954 e estende-se por uma área de 410 km 2.